# Friidrott vid olympiska sommarspelen 1968
Friidrotten vid de olympiska sommarspelen 1968 i Mexico City bestod av 36 grenar, 24 för män och 12 för kvinnor, och hölls mellan  13 och 20 oktober 1968 på Estadio Olímpico Universitario. Antalet deltagare var 1 027 tävlande från 92 länder.

## Medaljfördelning
| Medaljfördelning |                 |      |        |       |        |
| Placering        | Nation          | Guld | Silver | Brons | Totalt |
| 1                | USA             | 15   | 6      | 7     | 28     |
| 2                | Sovjetunionen   | 3    | 2      | 8     | 13     |
| 3                | Kenya           | 3    | 4      | 1     | 8      |
| 4                | Australien      | 2    | 3      | 1     | 6      |
| 4                | Östtyskland     | 2    | 3      | 1     | 6      |
| 6                | Rumänien        | 2    | 2      | 0     | 4      |
| 7                | Ungern          | 2    | 1      | 4     | 7      |
| 8                | Västtyskland    | 1    | 4      | 3     | 8      |
| 9                | Storbritannien  | 1    | 2      | 1     | 4      |
| 10               | Etiopien        | 1    | 1      | 0     | 2      |
| 11               | Frankrike       | 1    | 0      | 1     | 2      |
| 11               | Polen           | 1    | 0      | 1     | 2      |
| 11               | Tjeckoslovakien | 1    | 0      | 1     | 2      |
| 11               | Tunisien        | 1    | 0      | 1     | 2      |
| 15               | Kuba            | 0    | 2      | 0     | 2      |
| 16               | Österrike       | 0    | 1      | 1     | 2      |
| 17               | Brasilien       | 0    | 1      | 0     | 1      |
| 17               | Finland         | 0    | 1      | 0     | 1      |
| 17               | Jamaica         | 0    | 1      | 0     | 1      |
| 17               | Japan           | 0    | 1      | 0     | 1      |
| 17               | Mexiko          | 0    | 1      | 0     | 1      |
| 22               | Italien         | 0    | 0      | 2     | 2      |
| 23               | Nederländerna   | 0    | 0      | 1     | 1      |
| 23               | Nya Zeeland     | 0    | 0      | 1     | 1      |
| 23               | Republiken Kina | 0    | 0      | 1     | 1      |

## Medaljörer

### Herrar
| Gren                              | Guld                                                             | Silver                                                                  | Brons                                                                                |
| 100 meter Detaljer...             | Jim Hines · USA                                                  | Lennox Miller · Jamaica                                                 | Charles Greene · USA                                                                 |
| 200 meter Detaljer...             | Tommie Smith · USA                                               | Peter Norman · Australien                                               | John Carlos · USA                                                                    |
| 400 meter Detaljer...             | Lee Evans · USA                                                  | Larry James · USA                                                       | Ron Freeman · USA                                                                    |
| 800 meter Detaljer...             | Ralph Doubell · Australien                                       | Wilson Kiprugut · Kenya                                                 | Tom Farrell · USA                                                                    |
| 1 500 meter Detaljer...           | Kipchoge Keino · Kenya                                           | Jim Ryun · USA                                                          | Bodo Tümmler · Västtyskland                                                          |
| 5 000 meter Detaljer...           | Mohammed Gammoudi · Tunisien                                     | Kipchoge Keino · Kenya                                                  | Naftali Temu · Kenya                                                                 |
| 10 000 meter Detaljer...          | Naftali Temu · Kenya                                             | Mamo Wolde · Etiopien                                                   | Mohammed Gammoudi · Tunisien                                                         |
| Maraton Detaljer...               | Mamo Wolde · Etiopien                                            | Kenji Kimihara · Japan                                                  | Mike Ryan · Nya Zeeland                                                              |
| 110 meter häck Detaljer...        | Willie Davenport · USA                                           | Ervin Hall · USA                                                        | Eddy Ottoz · Italien                                                                 |
| 400 meter häck Detaljer...        | David Hemery · Storbritannien                                    | Gerhard Hennige · Västtyskland                                          | John Sherwood · Storbritannien                                                       |
| 3 000 meter hinder Detaljer...    | Amos Biwott · Kenya                                              | Benjamin Kogo · Kenya                                                   | George Young · USA                                                                   |
| 4 x 100 meter stafett Detaljer... | USA · Charles Greene · Mel Pender · Ronnie Ray Smith · Jim Hines | Kuba · Hermes Ramírez · Juan Morales · Pablo Montes · Enrique Figuerola | Frankrike · Gérard Fenouil · Jocelyn Delecour · Claude Piquemal · Roger Bambuck      |
| 4 x 400 meter stafett Detaljer... | USA · Vincent Matthews · Ron Freeman · Larry James · Lee Evans   | Kenya · Daniel Rudisha · Munyoro Nyamau · Naftali Bon · Charles Asati   | Västtyskland · Helmar Müller · Manfred Kinder · Gerhard Hennige · Martin Jellinghaus |
| 20 kilometer gång Detaljer...     | Volodymyr Holubnytjyj · Sovjetunionen                            | José Pedraza · Mexiko                                                   | Nikolaj Smaga · Sovjetunionen                                                        |
| 50 kilometer gång Detaljer...     | Christoph Höhne · Östtyskland                                    | Antal Kiss · Ungern                                                     | Larry Young · USA                                                                    |
| Längdhopp Detaljer...             | Bob Beamon · USA                                                 | Klaus Beer · Östtyskland                                                | Ralph Boston · USA                                                                   |
| Tresteg Detaljer...               | Viktor Saneyev · Sovjetunionen                                   | Nelson Prudêncio · Brasilien                                            | Giuseppe Gentile · Italien                                                           |
| Höjdhopp Detaljer...              | Dick Fosbury · USA                                               | Ed Caruthers · USA                                                      | Valentin Gavrilov · Sovjetunionen                                                    |
| Stavhopp Detaljer...              | Bob Seagren · USA                                                | Claus Schiprowski · Västtyskland                                        | Wolfgang Nordwig · Östtyskland                                                       |
| Kulstötning Detaljer...           | Randy Matson · USA                                               | George Woods · USA                                                      | Eduard Gusjtjin · Sovjetunionen                                                      |
| Diskuskastning Detaljer...        | Al Oerter · USA                                                  | Lothar Milde · Östtyskland                                              | Ludvík Daněk · Tjeckoslovakien                                                       |
| Släggkastning Detaljer...         | Gyula Zsivótzky · Ungern                                         | Romuald Klim · Sovjetunionen                                            | Lázár Lovász · Ungern                                                                |
| Spjutkastning Detaljer...         | Jānis Lūsis · Sovjetunionen                                      | Jorma Kinnunen · Finland                                                | Gergely Kulcsár · Ungern                                                             |
| Tiokamp Detaljer...               | Bill Toomey · USA                                                | Hans-Joachim Walde · Västtyskland                                       | Kurt Bendlin · Västtyskland                                                          |

### Damer
| Gren                              | Guld                                                                     | Silver                                                                          | Brons                                                                                      |
| 100 meter Detaljer...             | Wyomia Tyus · USA                                                        | Barbara Ferrell · USA                                                           | Irena Szewińska · Polen                                                                    |
| 200 meter Detaljer...             | Irena Szewińska · Polen                                                  | Raelene Boyle · Australien                                                      | Jenny Lamy · Australien                                                                    |
| 400 meter Detaljer...             | Colette Besson · Frankrike                                               | Lillian Board · Storbritannien                                                  | Natalja Petjonkina · Sovjetunionen                                                         |
| 800 meter Detaljer...             | Madeline Manning · USA                                                   | Ilona Silai · Rumänien                                                          | Maria Gommers · Nederländerna                                                              |
| 80 meter häck Detaljer...         | Maureen Caird · Australien                                               | Pam Kilborn · Australien                                                        | Chi Cheng · Republiken Kina                                                                |
| 4 x 100 meter stafett Detaljer... | USA · Margaret Bailes · Barbara Ferrell · Mildrette Netter · Wyomia Tyus | Kuba · Violetta Quesada · Miguelina Cobián · Marlene Elejarde · Fulgencia Romay | Sovjetunionen · Galina Bucharina · Ljudmila Samotjosova · Vera Popkova · Ljudmila Zjarkova |
| Längdhopp Detaljer...             | Viorica Viscopoleanu · Rumänien                                          | Sheila Sherwood · Storbritannien                                                | Tatjana Talysjeva · Sovjetunionen                                                          |
| Höjdhopp Detaljer...              | Miloslava Rezková · Tjeckoslovakien                                      | Antonina Okorokova · Sovjetunionen                                              | Valentyna Kozyr · Sovjetunionen                                                            |
| Kulstötning Detaljer...           | Margitta Gummel · Östtyskland                                            | Marita Lange · Östtyskland                                                      | Nadezjda Tjizjova · Sovjetunionen                                                          |
| Diskuskastning Detaljer...        | Lia Manoliu · Rumänien                                                   | Liesel Westermann · Västtyskland                                                | Jolán Kleiber-Kontsek · Ungern                                                             |
| Spjutkastning Detaljer...         | Angéla Németh · Ungern                                                   | Mihaela Peneș · Rumänien                                                        | Eva Janko · Österrike                                                                      |
| Femkamp Detaljer...               | Ingrid Becker · Västtyskland                                             | Liese Prokop · Österrike                                                        | Annamária Tóth · Ungern                                                                    |

## Deltagande nationer
Totalt deltog 1 027 friidrottare från 92 länder vid de olympiska spelen 1968 i Mexico City.
| - Amerikanska Jungfruöarna (2) - Argentina (6) - Australien (24) - Bahamas (8) - Barbados (2) - Belgien (15) - Bermuda (2) - Brasilien (3) - Brittiska Honduras (2) - Bulgarien (9) - Burma (2) - Centralafrikanska republiken (1) - Ceylon (1) - Chile (8) - Colombia (4) - Costa Rica (2) - Danmark (6) - Dominikanska republiken (9) - Ecuador (1) - Elfenbenskusten (7) - El Salvador (10) - Etiopien (9) - Fiji (1) | - Filippinerna (4) - Finland (10) - Frankrike (40) - Ghana (8) - Grekland (7) - Guatemala (5) - Guyana (1) - Honduras (6) - Indien (2) - Iran (1) - Irland (5) - Island (3) - Israel (2) - Italien (26) - Jamaica (15) - Japan (19) - Jugoslavien (8) - Kamerun (1) - Kanada (27) - Kenya (18) - Kuba (18) - Kuwait (2) - Libyen (1) | - Liechtenstein (2) - Luxemburg (1) - Madagaskar (3) - Malaysia (10) - Mali (1) - Marocko (3) - Mexiko (26) - Mongoliet (1) - Nederländerna (12) - Nicaragua (7) - Nigeria (15) - Norge (5) - Nya Zeeland (9) - Peru (4) - Polen (31) - Portugal (1) - Puerto Rico (6) - Republiken Kina (11) - Rumänien (11) - Schweiz (22) - Senegal (9) - Sierra Leone (2) - Singapore (1) | - Sovjetunionen (70) - Spanien (10) - Storbritannien (68) - Sudan (2) - Surinam (1) - Sverige (18) - Sydkorea (4) - Sydvietnam (1) - Tanzania (3) - Tchad (3) - Tjeckoslovakien (13) - Trinidad och Tobago (8) - Tunisien (3) - Turkiet (4) - Uganda (3) - Ungern (31) - Uruguay (3) - USA (91) - Venezuela (6) - Västtyskland (67) - Zambia (3) - Österrike (12) - Östtyskland (47) |